# Pitcairnia lechleri
Pitcairnia lechleri är en gräsväxtart som beskrevs av John Gilbert Baker. Pitcairnia lechleri ingår i släktet Pitcairnia och familjen Bromeliaceae. Inga underarter finns listade i Catalogue of Life.